# Yves Prin
Yves Prin   (Sainte-Savine, 3 de juny de 1933) és un director d'orquestra i compositor francès.

## Biografia
Prin va néixer a Sainte-Savine. Va estudiar piano amb Yves Nat i direcció amb Louis Fourestier al Conservatori Nacional Superior de Música de París, on va guanyar diversos primers premis.
Va començar la seva carrera com a pianista, però en conèixer Bruno Maderna (assistent al Mozarteum, Salzburg del 1968 al 1969), va decidir dedicar-se a la direcció. Aquesta associació amb el mestre italià va ser el motiu de la seva decisió final de dedicar el seu treball principalment a la música contemporània.
Prin va ser posteriorment director convidat de les orquestres de la Residentie (La Haia) i de Haarlem als Països Baixos (1968–1973), llavors director musical de lOrquestra Philharmonique des Pays de la Loire (1970–1974), de l'Atelier Lyrique du Rhin (1974–1980) i del Nouvel Orchestre Philharmonique de Radio France (1981–1982). Va treballar a Ircam de Pierre Boulez a París per cursos del compositor el 1978. Ha enregistrat més d'una dotzena de discos (Etcetera, REM, Adès, Salabert Actuel, MFA, Accord) i ha dirigit moltes peces de compositors de tot el món: des de Claudio Monteverdi, Wolfgang Amadeus Mozart, Franz Schubert, Maurice Ravel, Claude Debussy, fins a Iannis Xenakis, Mauricio Kagel, Luciano Berio, Karlheinz Stockhausen, Bruno Maderna. Ha estrenat òperes de Georges Aperghis, François-Bernard Mâche, Ahmed Essyad, Michaël Levinas, Paul Méfano, Philippe Hersant, Henri Pousseur, Maurice Ohana, Claude Prey, André Boucourechliev i ha liderat la recuperació de molts altres.
Va estar a càrrec de la coordinació de música contemporània i teatre musical de Radio France del 1983 al 1986. Del 1983 al 1999 va ser el productor de Radio France de les sèries de concerts de música contemporània <Musique au Présent>, <Musiques en Perspectives> i < Musique du XXe Siècle>. A més, del 1992 al 1999 va ser productor en funcions del Festival <Présences> de Radio France, que presenta les primeres actuacions.
Prin continua una carrera paral·lela com a compositor (publicada en particular per Editions Durand). Va desenvolupar el seu propi llenguatge dramàtic i té una visió lírica especial de la música. El seu catàleg inclou avui quaranta obres, incloent 5 concerts i 41 melodies dividides en diversos cicles. Des del 1999 Prin es dedica a la seva pròpia música i a les seves activitats interpretatives com a pianista i director d'orquestra.
Ha rebut el Prix Florent-Schmitt de l'Académie des Beaux-Arts (1997).

## Treballs
Orquestral

- Actions-Simultanées II (1972)

Concertant

- Concerto Grosso for Flute, Violin, Clarinet, i Chamber Orchestra Dioscures (1977, rev. 1984)
- Capriccio for Violin i Chamber Orchestra Éphémères (1973, rev. 1992)
- Flute Concerto Le Souffle d'Iris (1986, rev. 1992)
- Tuba Concerto (1993)
- Piano Concerto In Praise of Flight (1997, rev. 2000)

Cambra/Instrumental

- Concerto for Percussion and Brass (1970)
- Actions-Simultanées I (1972)
- String Quartet La Barque (1992)